# كدانة
ڭدانة هي قرية في إقليم سطات ضمن جهة الشاوية ورديغة بالغرب المغربي. كان مجموع عدد سكان الجماعة القروية ڭدانة 9.312 نسمة.(تعداد السكان الرسمي 2004)